# Америчка пита 2
Америчка пита 2 (енгл. American Pie 2) је америчка тинејџерска комедија из 2001. године, режисера Џејмса Б. Роџерса, према сценарију Адама Херза и Дејвида Х. Стајнберга. Наставак је филма Америчка пита (1999) и други је филм у истоименом серијалу. У главним улогама су Џејсон Бигс, Шенон Елизабет, Алисон Ханиган, Крис Клајн, Наташа Лион, Томас Ијан Николас, Тара Рид, Шон Вилијам Скот, Мина Сувари, Еди Кеј Томас и Јуџин Леви. Филм прати петорицу пријатеља—Џима, Кевина, Стифлера, Оза и Финча—у њиховом покушају да имају најбољу летњу журку икада, у кући на плажи у Гранд Хејвену, Мичиген.
Филм је реализован у америчким биоскопима 10. августа 2001. године, а зарадио је преко 145 милиона долара у Сједињеним Државама и још 142 милиона долара у остатку света, што га је учинило најуспешнијим филмом у серијалу са укупном зарадом од преко 287 милиона долара. Прати га наставак, Америчка пита 3: Венчање, из 2003. године.

## Радња
После раздвојености због одласка на факултет, Џим, Кевин, Оз, Финч и Стифлер изнајмљују кућу на плажи, заветујући се да ће прославити своје пријатељство и учинити то лето најбољим од свих. Али као и увек, то да ли ће се њихови снови остварити или не, зависи искључиво од девојака – Вики, Мишел, Нађе, Хедер и Џесике. Током бурног и бучног лета пуног журки, урнебесних несташлука – и да, одласка у летњи камп марширајућег оркестра – екипа открива да се времена и људи мењају, али да пријатељство траје заувек.

## Улоге
| Глумац             | Улога                   |
| ------------------ | ----------------------- |
| Џејсон Бигс        | Џим Левенстин           |
| Шенон Елизабет     | Нађа                    |
| Алисон Ханиган     | Мишел Флаерти           |
| Крис Клајн         | Крис „Оз” Острајхер     |
| Наташа Лион        | Џесика                  |
| Томас Ијан Николас | Кевин Мајерс            |
| Тара Рид           | Викторија „Вики” Лејтам |
| Шон Вилијам Скот   | Стив Стифлер            |
| Мина Сувари        | Хедер                   |
| Еди Кеј Томас      | Пол Финч                |
| Јуџин Леви         | Ноа Левенстин           |
| Крис Овен          | Чак „Шерминатор” Шерман |
| Моли Чик           | госпођа Левенстин       |
| Џенифер Кулиџ      | Џенин Стифлер           |
| Џон Чо             | Џон                     |
| Џастин Ајсфелд     | Џастин                  |